# Pour trois nuits d'amour
Pour plus de détails, voir Fiche technique et Distribution.
Pour trois nuits d'amour (Tre notti d'amore) est une comédie de mœurs franco-italienne en trois sketches sortie en 1964.

## Synopsis
- La vedova (littéralement : « La Veuve ») :

Le corps du chef mafieux Don Ciccio Intralia est transporté de France dans sa Sicile natale pour y être enterré. Il est accompagné par Giselle, la veuve du défunt, dont la beauté impressionne et déroute les Siciliens venu assister à l'enterrement. À l'insu de Giselle, des cousins de Don Ciccio Intralia la prennent sous leur protection. De nombreuses personnes ayant fait des remarques désobligeantes sont mystérieusement assassinés, à tel point que la population locale commence à redouter tout contact avec Giselle.
- Fatebenefratelli (littéralement : « Frères de la charité ») :

À la suite d'un accident de voiture, la jeune Ghiga Lazzarini est hospitalisée au couvent des Frères de la charité. En raison de multiples fractures, le médecin refuse son transport à l'hôpital, et la jeune femme est ainsi contrainte de rester au couvent avec seulement Fra Felice, un novice, pour veiller sur elle. Constatant le caractère docile et serviable du jeune frère, Ghiga entreprend de le séduire.
- La moglie bambina (littéralement : « La femme-enfant ») :

Cirilla est une jeune épouse dynamique qui aime sortir mais son mari Giuliano est puritain et casanier. Cirilla pousse Giuliano à consulter un psychologue. Ce dernier assure à Giuliano que ses complexes ont pour origine sa relation avec Cirilla et lui conseille de tenter une aventure avec un autre femme.

## Fiche technique
Sauf indication contraire, les informations mentionnées dans cette section peuvent être confirmées par la base de données cinématographiques Unifrance,  présente dans la section « Liens externes ».
- Titre original : Tre notti d'amore[1]
- Titre français : Pour trois nuits d'amour[2]
- Réalisation : Renato Castellani, Luigi Comencini, Franco Rossi
- Scénario : Castellano et Pipolo, Franco Castellano, Marcello Fondato, Massimo Franciosa et Luigi Magni
- Photographie : Mario Montuori (La vedova), (Fatebenefratelli), Roberto Gerardi (La moglie bambina)
- Montage : Jolanda Benvenuti (it), Roberto Cinquini (it), Giorgio Serrallonga
- Musique : Giovanni Fusco, Carlo Rustichelli, Piero Piccioni
- Décors : Gianni Silvestri (it), Francesco Bronzi (it), Nello Giorgetti (it), Anna Fadda
- Costumes : Piero Gherardi
- Production : Silvio Clementelli (it)
- Sociétés de production : Jolly Film (Rome), Les Films Cormoran (Paris)
- Pays de production :  Italie -  France
- Langue originale : italien
- Format : Couleur pat Technicolor - 2,35:1 - Son stéréo - 35 mm
- Durée : 110 minutes (1 h 50)
- Genre : Comédie de mœurs
- Dates de sortie :
  - Italie : 9 octobre 1964

## Distribution
La vedova (littéralement : « La Veuve ») réalisé par Renato Castellani, scénarisé par Castellano et Pipolo
- Catherine Spaak : Giselle
- Renato Salvatori : Nicola
- Rina Franchetti : La belle-mère de Giselle
- Aldo Puglisi : Le cordonnier
- Joe Sentieri : Le protecteur de Giselle
- Tiberio Murgia : Le responsable de l'aqueduc
- Dante Posani

Fatebenefratelli (littéralement : « Frères de la charité ») réalisé par Luigi Comencini, scénarisé par Franco Castellano et Marcello Fondato
- Catherine Spaak : Ghiga
- John Phillip Law : Fra Felice

La moglie bambina (littéralement : « La femme-enfant ») réalisé par Franco Rossi, scénarisé par Massimo Franciosa et Luigi Magni
- Enrico Maria Salerno : Giuliano
- Adolfo Celi : Alberto
- Diletta D'Andrea : Gabriella
- Toni Ucci : Peppino
- Anna Maria Checchi

## Production
Le tournage de l'épisode La vedova a été tourné entre Grammichele et Vizzini, dans la province de Catane.